# Nusle

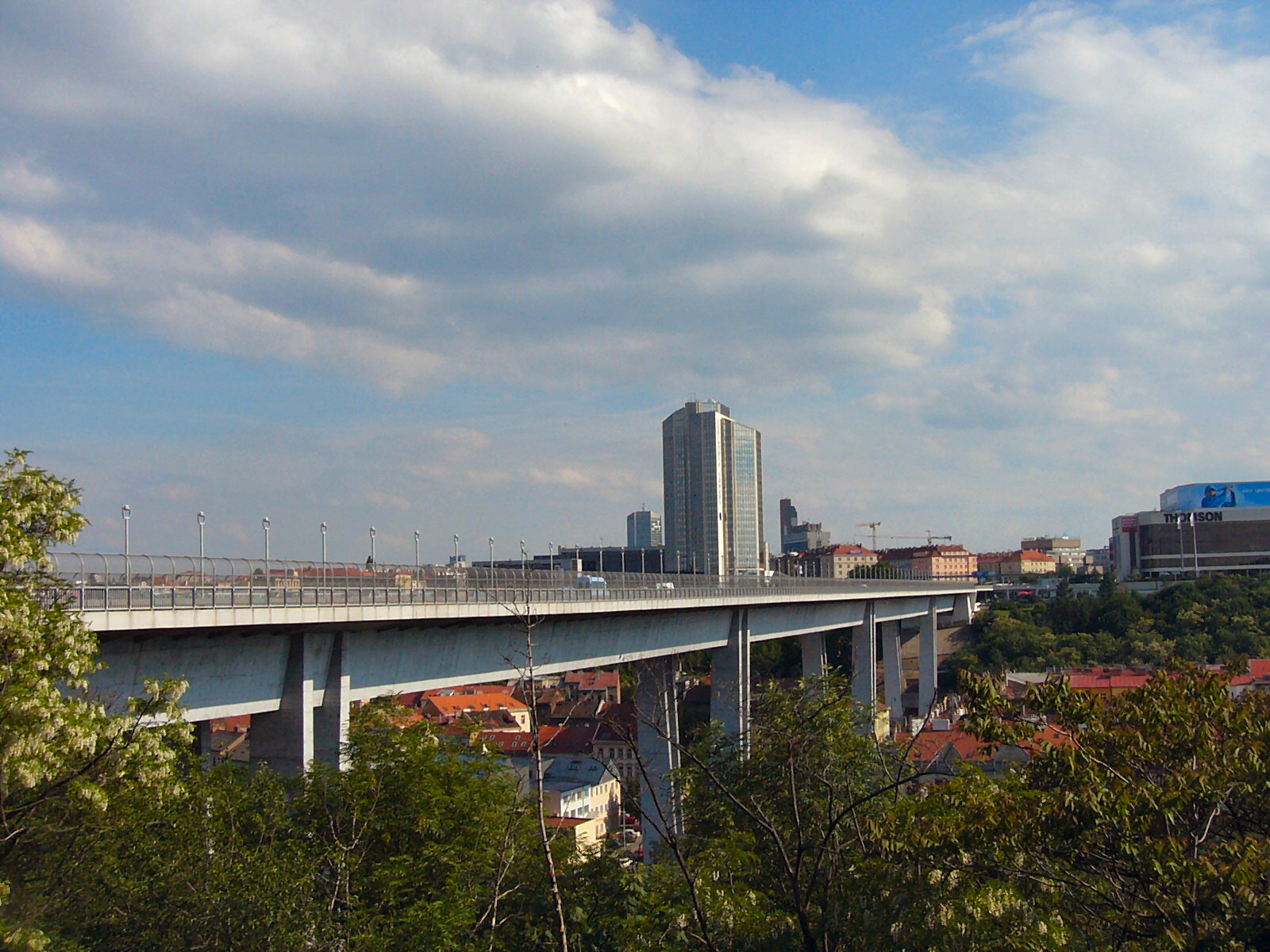
De Nuslebrug met op de achtergrond de wijk Nusle.

Nusle is een wijk in de Tsjechische hoofdstad Praag. Sinds het jaar 1922 is de wijk onderdeel van de gemeente Praag. Tegenwoordig behoort het grootste deel van Nusle tot het gemeentelijk district Praag 4, een klein deel hoort bij Praag 2. De wijk heeft 37.057 inwoners (2006).
In de wijk staat de grote Nuslebrug (Nuselský most), tot 1990 bekend als de most Klementa Gottwalda, genoemd naar de stalinistische politicus Klement Gottwald. Bij de brug begint de autosnelweg D1 naar Brno.